# Huerta de Abad
Huerta de o del Abad es una localidad perteneciente a la pedanía de Calarreona en Águilas, Región de Murcia, España. Cuenta con una población de 22 habitantes y se encuentra en los caminos de huerta de la zona oeste de Águilas, entre la autopista del Mediterráneo, la autovía RM-11 y los núcleos de Águilas y Calarreona. Está rodeada de huerta e invernaderos, siendo cultivadas sus feraces tierras desde el siglo XVIII, tomando el nombre de esta época, cuando pertenecía al Abad de la Colegiata de la vecina Lorca. 
- Datos: Q5904193